# Садулло Гулмуроді
Садулло Гулмуроді (тадж. Гулмуроди Саъдулло, нар. 1990; Гісар) — таджицький футбольний арбітр. З 2017 року входить до списку арбітрів ФІФА.

## Кар'єра
В березні 2019 року відсудив фінал Суперкубка Таджикистану між клубами «Істіклол» та «Худжанд».
Дебютував на рівні національних збірних у відбірковому матчі до чемпіонату світу між Йорданією та Непалом у жовтні 2019 року.
Першим міжнародним турніром для арбітра став молодіжний (U-20) чемпіонаті Азії у 2023 році, а згодом працював на Чемпіонаті Центральної Азії 2023 року.
На початку 2024 року потрапив до списку арбітрів на Кубок Азії, ставши першим таджицьким арбітром в історії цих турнірів. На континентальній першості відсудив одну гру групового етапу між збірними В'єтнаму та Індонезії (0:1).